# ام‌اس بور
ام‌اس بور (به انگلیسی: MS Bore) یک کشتی است که طول آن 327 feet می‌باشد.